# Марлен Арнуа
Марлен Арнуа  (фр. Marlene Harnois, 22 жовтня 1986) — французька тхеквондистка, олімпійська медалістка.

## Виступи на Олімпіадах
| Олімпіада   | Вагова категорія | Місце |
| ----------- | ---------------- | ----- |
| Лондон 2012 | до 57 кг         | 3T    |